# CSN1S1
CSN1S1‏ (Casein alpha s1) هوَ بروتين يُشَفر بواسطة جين CSN1S1 في الإنسان.